# Isoindol
Isoindol ist eine chemische Verbindung aus der Gruppe der bicyclischen Heteroaromaten und ist das Stickstoff-Analogon des Isobenzofurans. Es ist aufgebaut aus einem Pyrrolring und einem anellierten Benzolring. Es ist isomer zu Indol. Die Verbindung bildet die Grundstruktur von anderen chemischen Verbindungen wie zum Beispiel der Phthalocyanine.

## Darstellung und Eigenschaften
Isoindol kann durch Vakuum-Pyrolyse oder eine Retro-Diels-Alder-Reaktion gewonnen werden.
Sie ist instabil und wandelt sich bei Temperaturen oberhalb von −40 °C um. Die Verbindung liegt je nach Bedingungen in zwei tautomeren Formen vor (2H-Isoindol und 1H-Isoindol/1H-Isoindolenin) oder einem Equilibrium der beiden Formen vor, wobei allgemein bei substituierten Isoindolen die vorherrschende Form vom Substituenten abhängt.